# اليابانيون في كوريا الجنوبية
اليابانيون في كوريا الجنوبية هم أشخاص من العرق الياباني يقيمون أو يعيشون في كوريا الجنوبية. يُصنَّفون عادة إلى فئتين: أولئك الذين يحتفظون بالجنسية اليابانية والموجودين في كوريا الجنوبية (재한일본인، "جيهان إيبونين")، وأولئك الذين غيروا جنسيتهم إلى كوريا الجنوبية (일본계 한국인، "إيبونغي هانغوغين").